# 240/275系列柴油机
240/275系列柴油机是由中国大连机车车辆厂（今中车大连机车车辆）开发研制的四冲程中速柴油机产品系列，气缸直径为240毫米，活塞行程为275毫米，单缸排量为12.44升，气缸排列形式有直立式和50°夹角V型两种，输出功率可达1,000马力～5,000马力。资阳内燃机车厂、北京二七机车厂、四方机车车辆厂亦有生产该系列柴油机。
1964年，为了满足铁路运输对大功率柴油机车的需要，大连机车车辆厂、大连热力机车研究所、铁道科学研究院、大同机车厂和北京铁道学院开始研制新一代的240/275系列大功率高增压中速柴油机，1966年底试制出第一台16V240ZJ型柴油机，并于1969年装用于第一台东风4型柴油机车，至1974年东风4型机车开始投入批量生产。但在实际运用过程中，逐步发现该型柴油机存在严重的设计和质量问题，导致大量机车故障待修。从1975年起，大连机车车辆厂与大连内燃机车研究所等相关机构合作，对16V240ZJ型柴油机进行重新设计及反复技术试验。1977年，经过重大改良的16V240ZJB型柴油机初步定型，并于随后数年以更严格的条件和更长的时间完成了柴油机性能和耐久性试验。1984年，16V240ZJB型柴油机与东风4B型柴油机车正式投入批量生产。
1984年至1985年，大连机车车辆厂在16V240ZJB型柴油机的基础上，先后开发了8240ZJ、12V240ZJ、16V240ZJC型柴油机。1986年，大连机车车辆厂与英国里卡多公司合作研制具有高强化度的16V240ZJD型柴油机试制成功。1993年，大连机车车辆厂成功试制首台采用电子燃油喷射的16V240ZJE型柴油机，UIC标定功率达到5000马力，这是与英国里卡多公司第三期技术合作的产品 ，也是240/275系列柴油机中功率最大的型号。随着240/275系列柴油机产品型谱的不断发展，其应用范围已不仅限于铁路牵引动力，还可应用在固定发电设备、船用动力装置和核电站应急发电机等领域。 

## 产品型号

### 16缸机型

#### 16V240ZJ

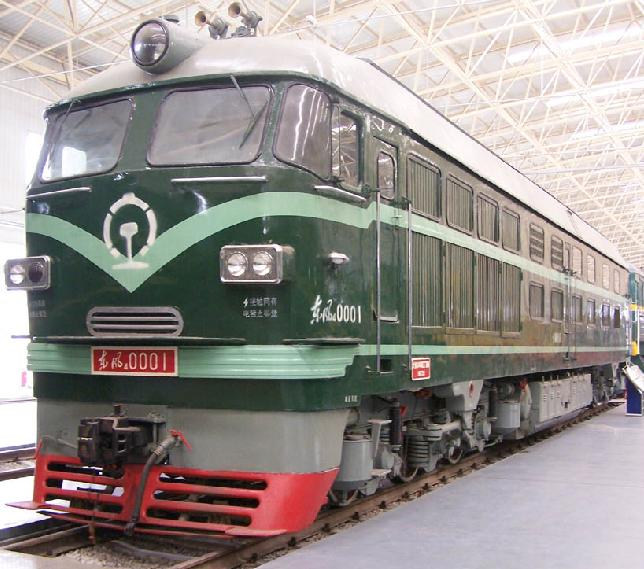
装用16V240ZJ型柴油机的东风4型0001号机车

1950年代，中国开始踏上铁路牵引动力内燃化和发展国产內燃机车的道路。1956年8月，由中国铁道科学研究院编制的中国首个铁路科技发展规划——《 1956年—1967年铁道科学技术发展远景规划》在全国铁道科学工作会议上讨论通过，指出“技术政策的中心环节是牵引动力改革，要迅速地、有步骤地由蒸汽机车转到电力机车和内燃机车上去”，从此确定了牵引动力改革的方向。1956年至1958年，第一机械工业部机车车辆研究所、铁道部铁道科学研究院展开一系列的课题研究，通过技术人员的培养和技术资料的研究，初步掌握了内燃机车的工作原理、设计方法和试验方法，完成了发展内燃机车的前期准备工作。
1958年起在大跃进运动形势的推动下，铁道部各主要机车制造和修理工厂纷纷掀起“争取生产内燃机车”的热潮，大连机车车辆厂参照苏联的TE3型柴油机车，成功试制了两台巨龙型柴油机车。中国第一代电传动柴油机车经过数年试验改进后，于1965年定型为ND型柴油机车（1966年8月改称为东风型柴油机车），并正式投入批量生产。与此同时，大连机车车辆厂立即开始第二代大功率柴油机车的研制工作，首先重点是研制柴油机车的动力来源——新型大功率中速柴油机。实际上，机车用大功率柴油机的早期研究早于1960年已经开始，当时由铁道部铁道科学研究院机辆所和长辛店机车车辆工厂牵头，计划研制缸径240毫米、行程270毫米的16V24/27型柴油机，于1962年完成双缸试验机的设计，1964年9月研制出双缸机样机，并完成了初步的台架试验和改进试验。但由于当时试验经费和技术条件的限制，而且新中速柴油机的研制工作正式开始，因此长辛店工厂的16V24/27型柴油机未有继续发展，但其研制经验为后来的新中速柴油机打下了基础。
1965年初，大连机车车辆厂、大连热力机车研究所、铁道科学研究院等机构联合组成新中速柴油机设计组。当时同类型柴油机的设计参考资料十分缺乏，设计组只能从国内外杂志文献中寻找相关资讯，将国外同类型柴油机及机车的数据、图片以及使用中情况等作为设计参考，例如苏联哈尔科夫运输机械制造厂的Д70系列、法国阿尔萨斯机械制造公司的AGO 240系列、瑞士苏尔寿公司的LVA系列等。1965年7月，铁道部内燃机车会战指挥小组在青岛召开会议，批准下达新中速柴油机设计任务书，主要技术指标为缸径240毫米、行程275毫米、小时功率4000马力、额定功率3600马力、额定转速为每分钟1100转、四冲程、16缸、涡轮增压。1966年初，大连机车车辆厂试制成双缸机并调试成功，双缸机最大输出功率突破500马力，证明16缸机可达到4000马力的预期目标。1965年8月，完成试制首台16缸的16V240ZJ型柴油机样机，同年内完成新型机车的总体设计。
正当柴油机样机依试验程序进行调试和设计改进时，突如其来的文化大革命在全国范围内爆发，各地科研机构首当其冲的遭到巨大的冲击，研制工作只能在断断续续的情况下进行。1969年，大连机车车辆厂为庆祝中华人民共和国二十周年国庆，将第一台16缸柴油机样机安装在原型车上，试制出首台东风4型2001号柴油机车。但由于这台机车为“国庆献礼”草率上马，其零部件未经必要的试验考核和改进，柴油机和电气部分以及机车其它一些装置都未达到设计要求，导致整台机车的性能和质量未能过关。从1971年到1974年间，除了于1966年试制的首台16缸样机之外，工厂又生产了另外四台柴油机进行试验考核，这五台柴油机进行总计2400小时的各种试验，基本解决了柴油机功率不足、燃烧不良、排气温度高、机油稀释和柴油机振动等几大关键问题。在16V240ZJ型柴油机改进过程取得进展的情况下，大连机车车辆厂分别于1973年和1974年试制了东风4型2002号和0001号机车，连同首台原型车进行了20万公里的线路运行试验、动力学试验和环形铁道上的牵引热工试验。1974年下半年，为了满足中国铁路对大功率柴油机车的急切需求，装用16V240ZJ型柴油机的东风4型柴油机车正式投入批量生产。

#### 16V240ZJA

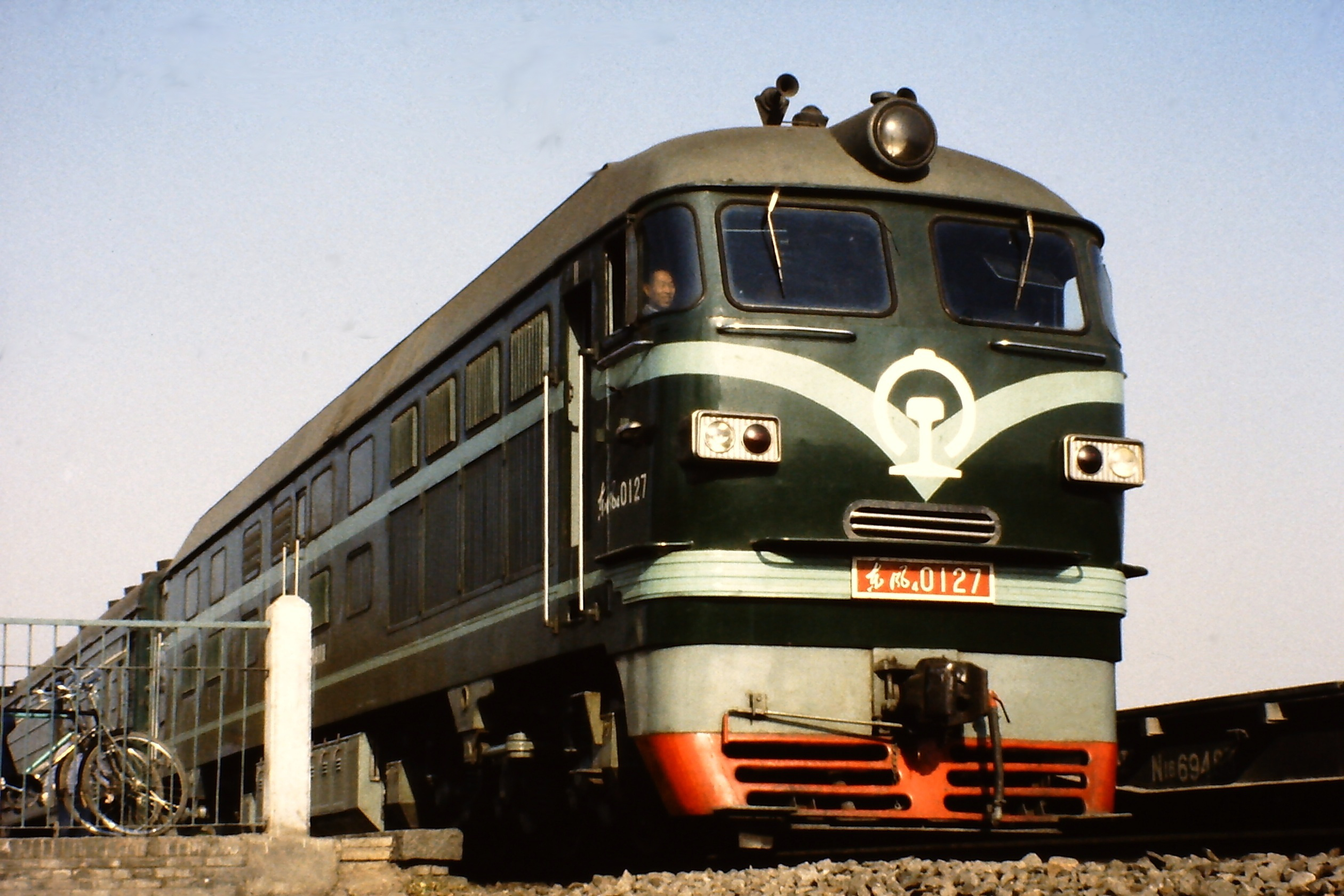
首批装用16V240ZJA型柴油机的东风4型柴油机车

然而，从1975年开始随着机车走行里程的增加，柴油机的可靠性问题不断暴露出来，相继出现如连杆螺栓断裂、连杆瓦盖断裂、连杆结合齿断裂、配气齿轮打牙、凸轮轴剥离、滑油泵断轴等故障，仅在1975年就有22台柴油机连杆螺栓折断，可以说柴油机上的主要零部件都出现了大大小小的质量问题。为此，大连机车车辆厂对零部件出现的问题进行了详细的分析研究后，制定了一系列结构改良方案并再进行疲劳试验验证，同时派出技术人员到各机务段现场进行维修。在改进过程中，工厂首先针对较广泛的连杆螺栓和连杆盖断裂故障，改为采用了全纤维辗制滚压螺栓和加厚对称连杆盖，以提高连杆零部件的疲劳强度和刚度；此外，将原来左、右两列气缸并联工作的两根排气总管，分别接到两端的增压器上的结构，改成两列气缸共用一根排气总管，从其两端接到柴油机两端的涡轮增压器上，并在柴油机顶部加设排气稳压箱，这样既可以改善增压系统的稳定性，又可以降低柴油机低工况时的燃油消耗率。为了区别原有的16V240ZJ型柴油机，经过上述两项改进的柴油机被定型为16V240ZJA型。第一台装用A型柴油机的东风4型0109号机车于1976年6月出厂，并于同年下半年开始批量生产。

#### 16V240ZJB

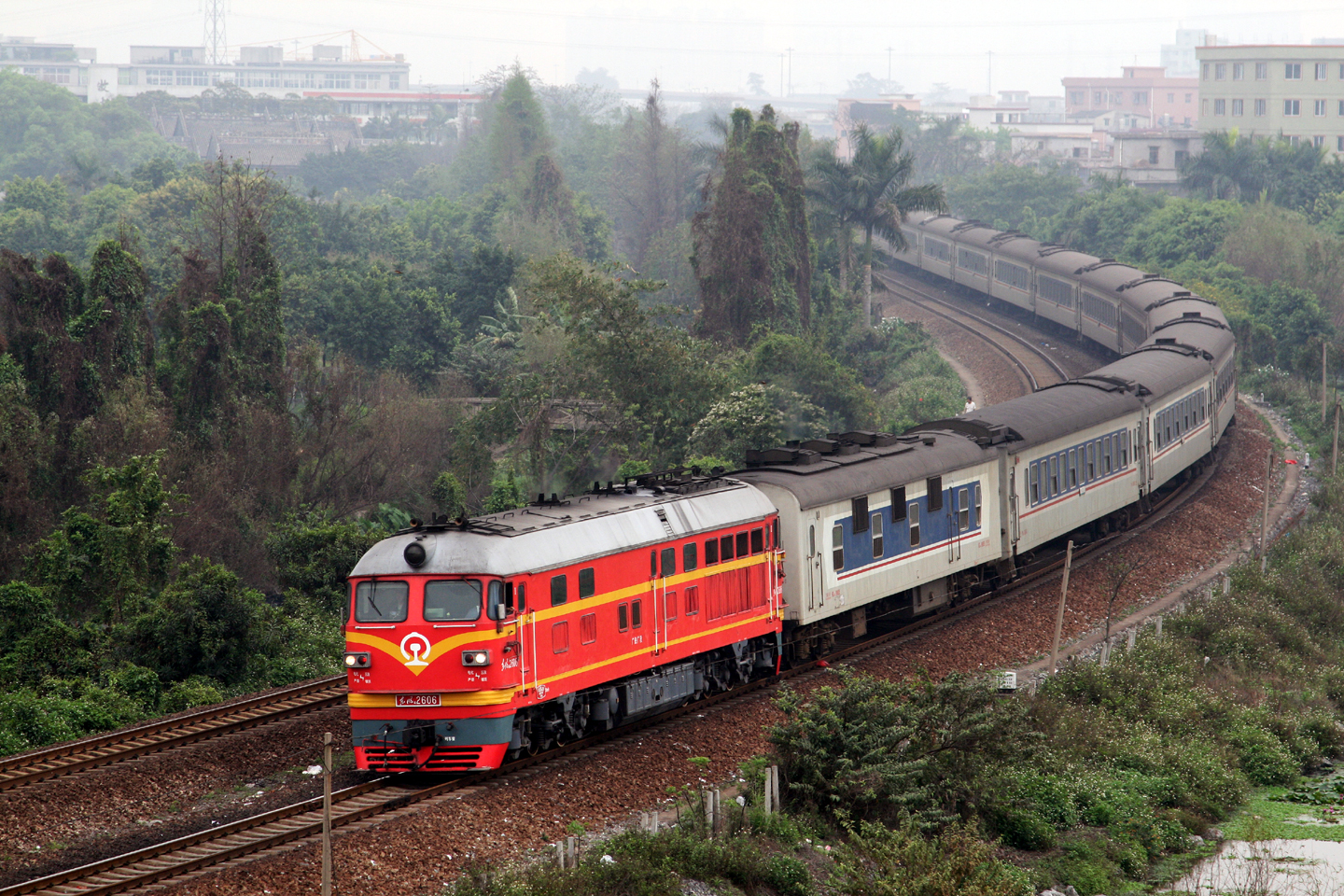
装用16V240ZJB型柴油机的东风4B型柴油机车

从1976年开始，柴油机又发现了更严重的机体裂纹事故，到1978年末已有多达143台柴油机出现机体裂纹，占当时已出厂东风4型机车总数的41.6%，造成大量机车无法运用趴窝待修。设计部门通过大量试验研究查明，柴油机各种故障的根源在于机体强度和刚度不足，以及柴油机轴系动力性能欠佳所致，因此对柴油机机体等二十多个零部件进行了修改设计，并相继实施如曲轴氮化、连杆螺栓滚丝、连杆牙齿成型磨加工、缸套激光淬火、蠕虫状铸铁等新技术。新结构机体将原来机座高度减少250毫米，并在加高主轴承座以增加机体的高度，各主轴承盖都加设了水平的两个横拉螺钉以及加厚侧板等等，使机体纵向和横向刚度分别提高了60%和77%。为了提高曲轴的强度，将平衡块由原来只占平衡回转质量的15%，增加到平衡回转质量的50%左右，并将主轴颈直径由原来的220毫米增加到225毫米。为改善柴油机轴系的动力性能，大连机车车辆厂得到上海船用柴油机研究所（今中船重工第七一一研究所）的协助，于1976年12月成功研制出专为机车柴油机设计的簧片式弹性联轴节，这种联轴节的应用使柴油机由连续发火改为间断发火，并使曲轴可以按需要增加平衡重，达到降低机体和曲轴应力、减少轴承负荷的效果。此外，又将原来的锻铝活塞改为整体薄壁球铁活塞，以改善活塞工作的可靠性和使用寿命，亦可降低柴油机工作时的机油消耗率。供油系统和配气机构方面，将原来对称的圆弧切线配气凸轮改成函数凸轮，并加大了喷油泵的圆弧凹面凸轮的最小曲率半径。
1977年11月，经过上述改良的0255号柴油机完成了500小时台架耐久试验，结果显示柴油机性能和部件状态良好，脱胎换骨的16V240ZJB型柴油机从此诞生。1978年3月，铁道部在大连召开技术鉴定会，批准16V240ZJB型柴油机初步定型并投入小批量生产。1978年9月，大连机车车辆厂将0255号柴油机样机装上北京铁路局丰台机务段的东风4型0282号机车。从1978年10月至1979年底，这台机车在丰沙铁路丰台西至张家口间进行运用试验，期间牵引货物列车共运行21万多公里，柴油机经拆检观察显示性能和主要零部件磨耗情况良好。16V240ZJB型柴油机得到铁道部肯定后，为了使柴油机更加可靠，大连机车车辆厂决定参照国外柴油机的试验规范，对柴油机再进行2000小时耐久试验。1979年7月至1980年6月，大连内燃机车研究所按照国际铁路联盟（UIC）的标准，对0503号柴油机进行了2000小时和360小时台架耐久试验。随后，设计部门先后在单缸机和三台16缸柴油机上进行了三种标定转速的对比试验，最终决定在保持装车功率3300马力不变的情况下，将标定转速由原来每分钟1100转降为每分钟1000转，空转转速由原来每分钟500转降到每分钟430转，以降低柴油机零部件的机械负荷。1984年底，正式定型的16V240ZJB型柴油机投入批量生产，同时推出装用该型柴油机的东风4B型柴油机车。从1986年起，资阳内燃机车工厂亦投产东风4B型柴油机车和16V240ZJB型柴油机，并在原设计的基础上改用锻钢曲轴和球墨铸铁机体。  

#### 16V240ZJC

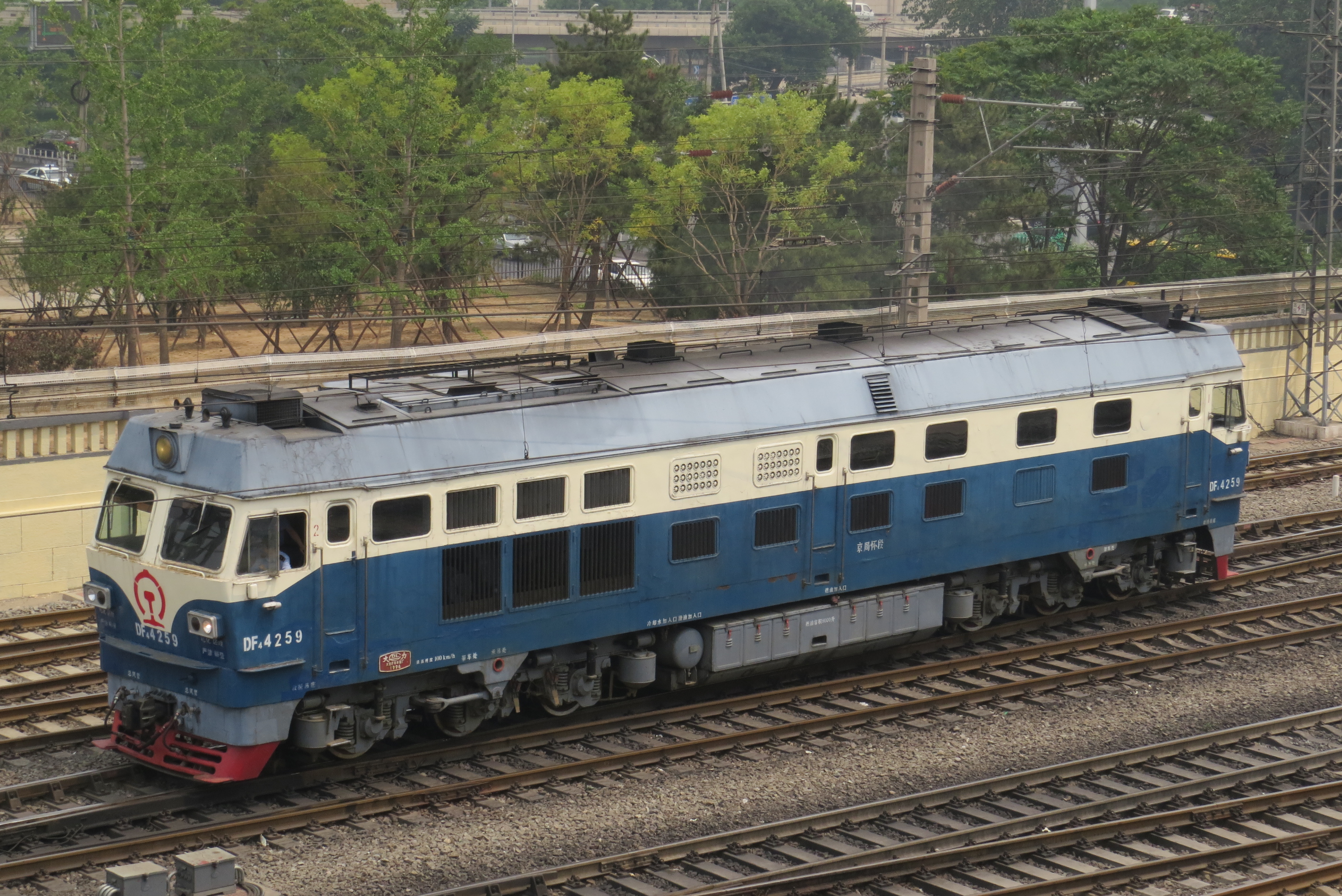
装用16V240ZJC型柴油机的东风4C型柴油机车

1980年代初，为了进一步提高机车柴油机的性能和可靠性，大连机车车辆厂根据“生产一代产品、试制一代产品、研究一代产品”的方针，在试制试验16V240ZJB型柴油机的同时，已经开始着手研究开发下一代的16V240ZJC型柴油机。1982年11月，经国家进出口委员会和中华人民共和国铁道部批准，中国技术进出口总公司与英国里卡多公司签订了第一期技术合作合同，邀请里卡多公司为大连机车车辆厂的16V240ZJB型柴油机提供评价，总费用为13.5万英镑，评价目标是将B型柴油机的装车功率由3300马力（2430千瓦）提高至3600马力（2650千瓦）以上，合同执行期为1982年11月至1983年9月。里卡多公司对16V240ZJB型柴油机的近千张图纸进行了审查，并在大连机车车辆厂抽选一台柴油机进行热工性能试验。评价结论认为16V240ZJB型柴油机的结构有很大潜力，经济性处于中等水平，可靠性有待提高。大连机车车辆厂采用里卡多公司提供的评价数据和改进建议，于1984年9月完成试制作为第一期技术合作成果的首台16V240ZJC型柴油机，并于1985年9月通过热工性能试验、扭振试验和UIC 100小时性能试验。1985年10月，装用16V240ZJC型柴油机的东风4C型柴油机车由大连机车车辆厂研制成功，并于1989年投入批量生产。资阳内燃机车厂和青岛四方机车车辆厂也分别从1996年和1998年起生产东风4C型机车。
与16V240ZJB型柴油机相比，16V240ZJC型柴油机安装了经改进的曲轴、连杆、气缸套、机油泵、水泵等部件，通过将平均有效压力提高到1.77MPa，使其标定功率由3600马力（2650千瓦）提高到4000马力（2940千瓦），装车功率由3300马力（2430千瓦）提高到3600马力（2650千瓦）。为了改善主轴瓦的工作条件，对曲柄臂嵌装了锻制的平衡重块，使平衡块占平衡回转质量的比值达到89.2％。其他改进措施还包括采用加硼合金铸铁气缸套，取消气缸套螺旋筋，并增加气缸壁厚度以提高强度；简化调控传动装置，由凸轮轴通过弹性联轴节直接驱动；改良配气齿轮中双联齿轮和轴承结构；采用新型机油泵和高效水泵等。柴油机机体采用铸焊组合结构（大连厂）或整体铸造机体（资阳厂、四方厂），曲轴采用合金球铁铸造（大连厂）或合金钢锻压（资阳厂、四方厂）。为改善柴油机轴系的动力性能，采用了簧片式弹性联轴节（大连厂）或盖斯林格联轴节（四方厂）。涡轮增压器采用江津增压器厂引进瑞士ABB技术生产的VTC254-13型增压器，或天津机车车辆机械厂制造的ZN290型增压器（基于VTC254型增压器）。在研制东风4C型机车的时候，尚无新型增压器可供使用，首两台机车出厂时仍沿用东风4B型机车之增压器，4001号机车最初装用天津机车车辆机械厂生产的45GP802-1A型增压器，4002号机车最初装用大连内燃机车研究所研制的45GP1301B型增压器，试验过程中发现增压器与柴油机匹配不良、喘振及漏油问题严重 , 因此从4003号机车起改为使用江津增压器引进瑞士勃朗-包维利公司（BBC）专利生产的VTC254-13型增压器，或天津机车车辆机械厂仿制的ZN290型增压器，而4001、4002号机车亦于1989年完成换装VTC254-13型增压器。

#### 16V240ZJD

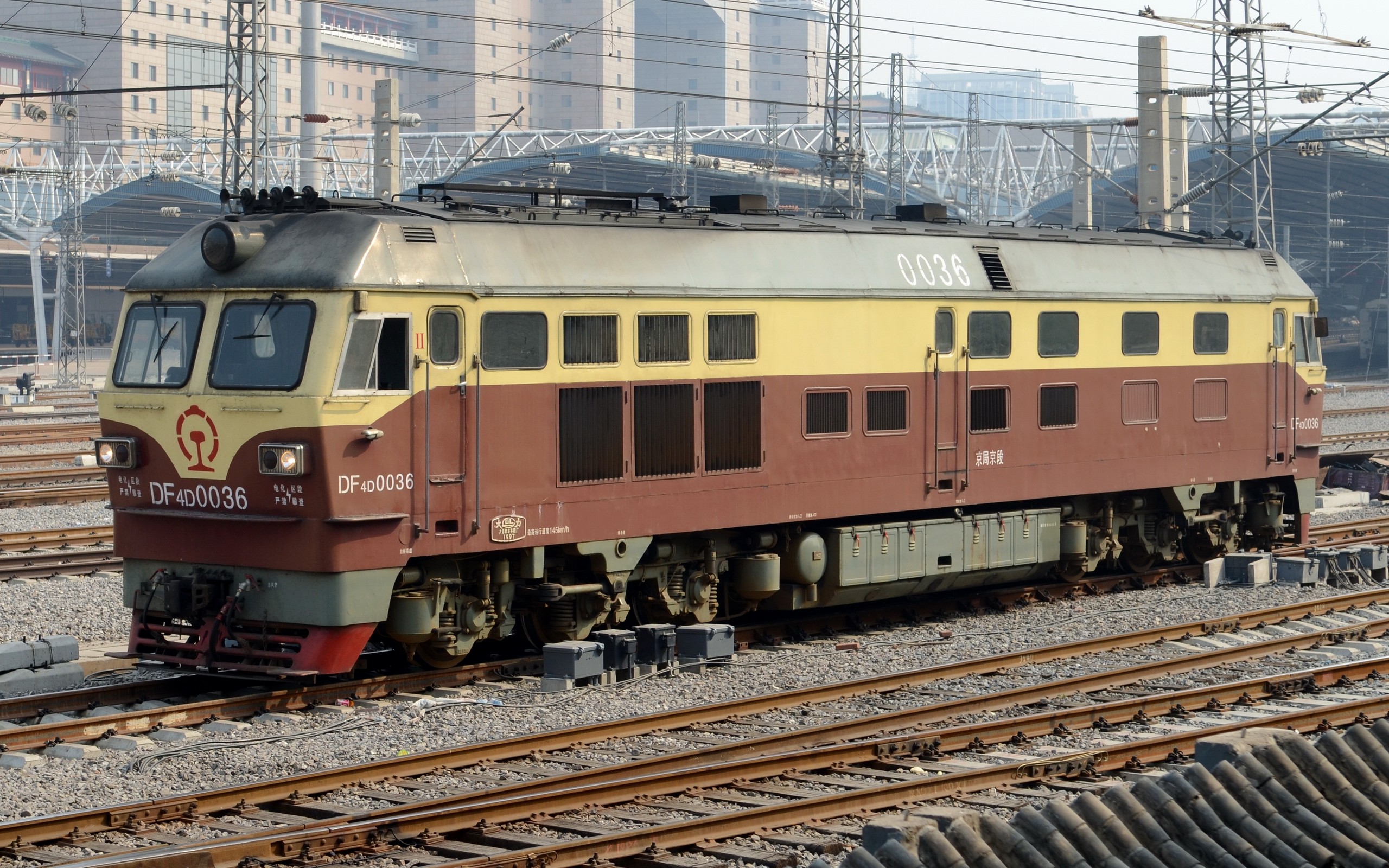
装用16V240ZJD型柴油机的东风4D型柴油机车

鉴于大连机车车辆厂已完成16V240ZJC型柴油机的试制，已经达到柴油机装车功率3600马力（2650千瓦）的目标，因此决定与里卡多公司的合作目标再提高一档，即柴油机装车功率为4000马力（2940千瓦）的16V240ZJD型柴油机。1984年6月，中国技术进出口总公司与里卡多公司签订了第二期技术合作合同，合同执行期为1984年6月至1988年6月，总费用为90万英镑，设计目标定位为1980年代中期的世界先进水平，柴油机装车功率在UIC标准状态下达到4000马力（2940千瓦），额定工况时燃油消耗量≤207克/千瓦小时，增压器涡轮进口温度≤560℃，海拔2000米、外温37℃时不修正功率，设计使用寿命为25000小时。
柴油机结构改进主要由大连机车车辆厂负责，里卡多公司负责气缸设计改进和柴油机总体设计评价，开发过程中并利用一台16V240ZJB型柴油机作为性能开发试验用之技术验证平台。16V240ZJD型柴油机的设计原则是在保持柴油机总体结构不变和主要零部件通用互换的原则下，采用16V240ZJC型柴油机开发中所改进的机体、曲轴、连杆、气缸套和球铁活塞等部件，重新设计的部件包括气缸盖和气门结构；凸轮轴除了轴径加粗、凸轮型线不同、轴段连接法兰紧固方式不同之外，其余部分皆与C型柴油机的凸轮轴相同。为了保证达到上述的性能指标，首两台原型机的一些重要部件选用外国产品，包括英国冰川金属公司生产的主轴瓦和连杆瓦、瑞士ABB公司的VTC254-13型增压器、英国布赖斯·伯杰公司（Bryce Berger）的FCVAB单体式喷油泵和NTDLB密封式喷油器、美国伍德沃德公司的PGEV调速器等。
1986年1月至12月，大连机车车辆厂进行首台16V240ZJD型柴油机的试制和组装。1987年2月，首台样机在工厂内的试验台上开始进行调整试验，并于1987年12月顺利完成了UIC 100小时可靠性试验。从1988年2月1日开始，柴油机开始进行按国家标准规定的ORE 360小时耐久性试验，期间柴油机主要零部件无一损坏，也没有出现因零部件损坏而停机的故障，各项主要性能参数均达到设计要求，柴油机经拆解检验显示主要零部件状态良好。1988年6月25日，16V240ZJD型柴油机完成了长达1150小时的全部试验项目。1988年，首两台16V240ZJD型柴油机装用于大连机车车辆厂与通用电气公司合作研制的东风6型柴油机车。1997年起，16V240ZJD型柴油机被用于批量生产的东风4D型柴油机车。1997年至2000年，大连机车车辆厂对16V240ZJD型柴油机的喷油泵及喷油器进行国产化设计工作，降低了机车修造成本，并于2000年通过了中车公司科技成果鉴定。

#### 16V240ZJE
从1989年起，大连机车车辆厂与英国里卡多公司继续进行第二期技术合作，在4000马力（2940千瓦）的16V240ZJD型柴油机的基础上，通过提高高压油管压力和燃烧爆发压力等手段，将标定功率进一步提高到5,400马力（3,680千瓦），称之为16V240ZJE型柴油机。与16V240ZJD型柴油机相比，16V240ZJE型柴油机的强化程度提高了38.6%，最大气缸压力提高了19%，平均有效压力可达2.22兆帕。16V240ZJE型柴油机从1989年开始研制，期间经历了漫长的单缸机试验、多缸机试验、原型机性能试验及耐久性试验，反复查找不足并作出改进，至1998年试制出首两台16V240ZJE型柴油机，并于1999年安装在东风4D型3001号、3002号准高速客运机车进行试验。柴油机装车功率为4,500马力（3,310千瓦），机车标称功率为3,850马力（2,830千瓦），配用ABB VTC254-23型增压器。

#### 16V240ZJF
2001年起生产的部分东风4D型准高速客运机车及货运型机车采用了铸造机体的16V240ZJF型柴油机，代替了采用焊铸机体的16V240ZJD型柴油机。在东风4D型机车投入运用的首两年，已经发现有10%的16V240ZJD型柴油机出现机体裂纹，因此大连机车车辆厂于1999年试制出首台采用铸造机体的16V240ZJF型柴油机，并于同年12月进行了UIC 100小时性能试验。该型柴油机参考了16V240ZJE型柴油机的铸造机体方案，机体是由球墨铸铁整体铸造而成，机油及冷却水管道均铸造于机体内部，由气缸套和机体之间的冷却水腔代替原来的水套，合金铸铁气缸套与16V240ZJE型柴油机相同，并采用了下置式单节凸轮轴和轻型薄壳式油底壳，其他主要零部件都可以和16V240ZJD型柴油机通用互换。2001年11月，大连机车车辆厂制造了五台16V240ZJF型柴油机，并将其安装在东风4D型3147～3151号准高速客运机车上，配属北京铁路局天津机务段运用。16V240ZJF型柴油机于2002年起投入小批量生产。

### 12缸机型

#### 12V240ZJC
1984年，随着中国经济发展对铁路运量带来快速增长，为了满足重载货物列车的牵引动力需求，大连机车车辆厂开始着手研制5,400马力（3,970千瓦）的双节八轴柴油机车——东风10型柴油机车。1986年4月21日，为东风10型柴油机车配套而研制的第一台12V240ZJC型柴油机在大连机车车辆厂落成。该型柴油机是在16V240ZJC型柴油机基础上开发研制的12缸机型，重新设计了机体、曲轴、凸轮轴、中冷器等零部件，曲轴比16缸机型缩短了800毫米。UIC标定功率为3,000马力（2,200千瓦），装车功率为2,660马力（1,985千瓦），额定转速范围为每分钟430～1000转，使用VTC214-1型增压器。1987年，首台12V240ZJC型柴油机在大连机车车辆厂完成了性能试验和UIC 100小时耐久试验。1988年，装用于新造的东风10型柴油机车。

#### 12V240ZJD
1993年，大连机车车辆工厂研制出为东风10D型柴油机车配套的12V240ZJD型柴油机。该型柴油机是在16V240ZJD型柴油机基础上发展而成12气缸机型，吸收了大连机车车辆厂与英国里卡多公司的技术合作成果，并应用了部分为16V240ZJE型柴油机改良的零部件。相比16V240ZJD型柴油机除了气缸数量减少之外，12V240ZJD型柴油机的高度和宽度亦有所缩减，以便适应机车重量限制的要求。该型柴油机后来亦被东风10F型、东风10DD型柴油机车所采用。UIC标定功率为3,100马力（2,310千瓦），装车功率为2,900马力（2,130千瓦），平均有效压力为1.819兆帕，额定满功率运转时的燃油消耗量为153克/有效马力·小时（208克/有效千瓦·小时）。柴油机采用钢制铸焊机体、钢顶铁裙活塞、稀土合金球铁曲轴。部分零部件选用了外国产品，包括瑞士ABB公司的VTC214-13型增压器、美国伍德沃德公司的PGEV调速器、英国布赖斯·伯杰公司（Bryce Berger）的喷油泵和喷油器等。

#### 12V240ZJE
1991年，大连机车车辆工厂为北京二七机车厂研制的东风7C型柴油机车提供了两台12V240ZJE型柴油机。该型柴油机是在12V240ZJC型柴油机的基础上发展而来，并应用了在16V240ZJE型柴油机开发研制过程中获得的部分技术成果。额定转速为每分钟1,000转，最低空载转速为每分钟430转，UIC标定功率为2,200马力（1,620千瓦），装车功率为2,000马力（1,470千瓦），额定满功率运转时的燃油消耗量为155克/有效马力·小时（211克/有效千瓦·小时）。涡轮增压系统采用定压增压，配备两台ZN261-12B型增压器，分别安装在柴油机两端。装用该型柴油机的东风7C型5001号、5002号机车于1991年11月在北京二七机车厂出厂。1991年至1992年，北京二七机车厂另外从大连机车车辆厂购入五台12V240ZJE型柴油机，安装在小批试生产的在东风7C型5003号～5007号机车上。

#### 12V240ZJ6
东风7C型柴油机车投入小批量生产后，北京二七机车厂亦着手准备自行生产及改进240/275系列柴油机，并按铁道部要求开展对12V240ZJE型柴油机由定压增压改为脉冲增压的研究。1992年，北京二七机车厂以12V240ZJE型柴油机为基础，研制出采用脉冲增压、功率相同的12V240ZJ6型柴油机，并从1993年生产的东风7C型5008号机车开始使用。该机型是在12V240ZJE型柴油机的基础上对增压系统重新设计，其它部分的零部件均与12V240ZJE型和16V240ZJB型柴油机通用。额定转速为每分钟1,000转，最低空载转速为每分钟430转，平均有效压力为1.34兆帕，UIC标定功率为2,200马力（1,620千瓦），装车功率为2,000马力（1,470千瓦），额定满功率运转时的燃油消耗量为154克/有效马力·小时（210克/有效千瓦·小时）。柴油机采用钢制铸焊结构机体、组合式钢顶铝裙活塞、合金钢全纤维锻压曲轴、合金锻钢G型并列连杆。增压系统采用单级废气涡轮脉冲式增压，两台ZN261-13D型径流式增压器布置在空气稳压箱的中间位置，在其两端各有一台KLQ49-2型中冷器。排气管路亦是按照脉冲增压模式设计，以三个气缸连接一根排气管，六个气缸连接一个增压器，从而在排气管内形成240°均匀连续脉冲波，以最有效地利用脉冲能量。

#### 12V240ZJ6A

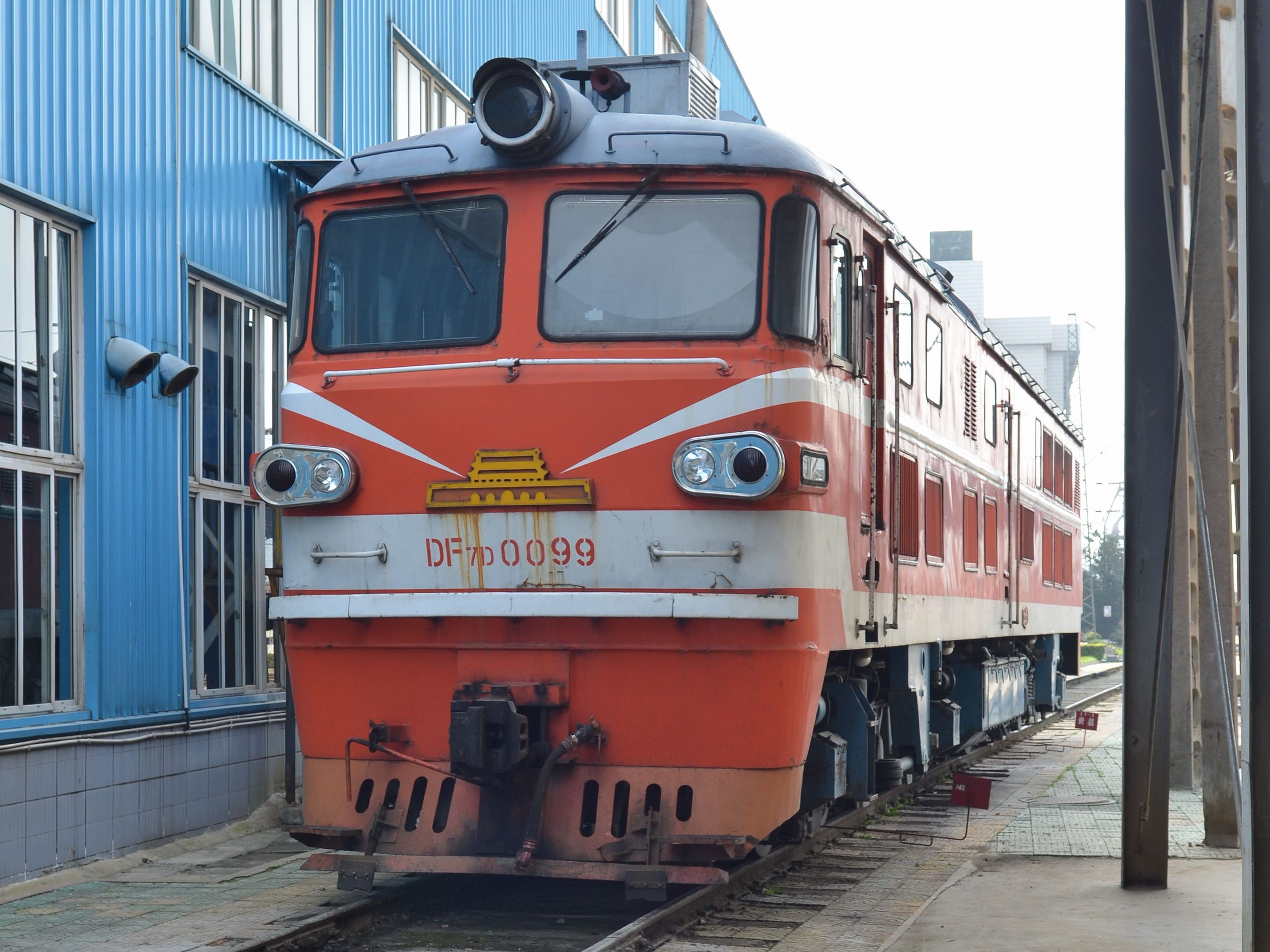
装用12V240ZJ6A型柴油机的东风7D型柴油机车

1995年，北京二七机车厂为东风7D型柴油机车研制了12V240ZJ6A型柴油机。它是在东风7C型机车所使用之12V240ZJ6型柴油机的基础上，加以强化以提升输出功率，许多零部件均与12V240ZJ6型和16V240ZJB型柴油机通用。标定功率为2,700马力（2,000千瓦），装车功率为2,500马力（1,840千瓦），标定工况时的平均有效压力为1.6兆帕，燃油消耗量为154克/有效马力·小时（210克/有效千瓦·小时）。柴油机采用铸焊组合结构机体、组合式钢顶铝裙活塞、合金钢全纤维锻压曲轴、合金锻钢G型并列连杆。增压系统采用单级废气涡轮脉冲式增压，配备两台ZN261-13E型径流式增压器和两台KLQ49-2型中冷器。1999年至2004年间，柳州铁路局曾为金城江机务段的26台东风7D型机车改装ABB VTC214-13A型增压器，后因经费不足而中止。

#### 12V240ZJ6C
在1997年制造的东风7D型0125号等四台机车，装用一台由北京二七机车厂制造的12V240ZJ6C型柴油机。该机型的特点是在12V240ZJ6A型柴油机的基础上改为使用定压增压系统，其他部分的结构仍然和前者保持相同。增压系统采用单级废气涡轮定压式增压，两台ZN248型或ZN250-1型增压器布置在空气稳压箱的中间位置，在其两端各有一台KLQ49-2型中冷器。柴油机的标定功率为2,700马力（2,000千瓦），装车功率为2,500马力（1,840千瓦），额定转速为每分钟1,000转，最低空载转速为每分钟430转。

#### 12V240ZJ6D
1998年，北京二七机车厂在12V240ZJ6型柴油机的基础上，研制出功率相同的12V240ZJ6D型柴油机。该机型改为使用ZN261-13D-1型径流式增压器和KLQ45型中冷器，并将增压器布置形式由中置式改为端置式，增压器和中冷器均设置在空气稳压箱的两端，以便于排气系统出现故障时进行维修。与之前的12V240ZJ6型柴油机相比，两者除由于增压器位置不同引起进排气系统及机油、冷却水、燃油系统的个别管路稍有差别外，性能和其他部分结构均保持完全一致。12V240ZJ6D型柴油机于1998年从新造的东风7C型5143号机车开始使用。

#### 12V240ZJ6B

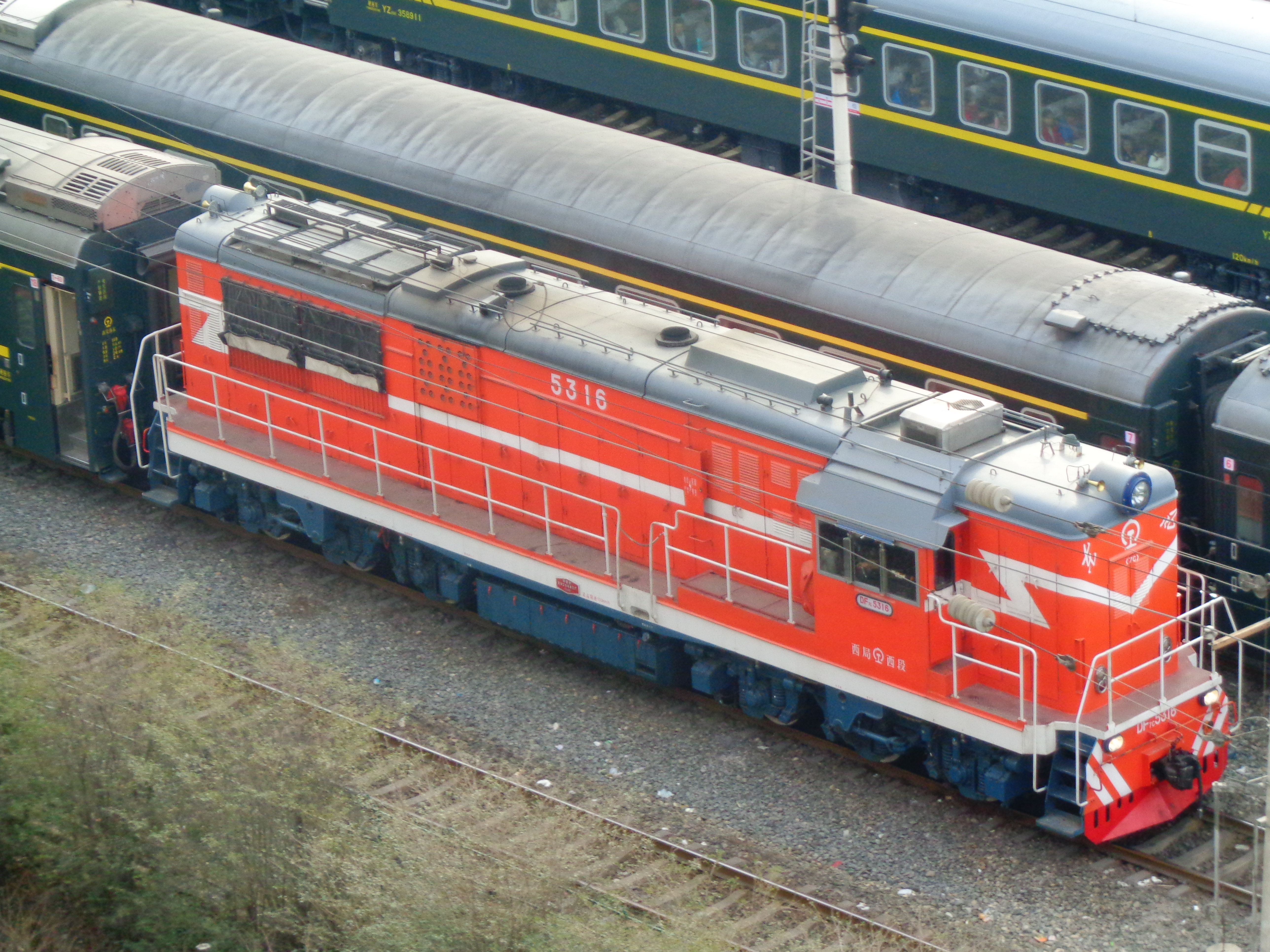
装用12V240ZJ6B型柴油机的东风7C型5316号机车

在1999年面世的东风7E型柴油机车上，装用一台由北京二七机车厂制造的12V240ZJ6B型柴油机。该机型是在12V240ZJ6D型柴油机的基础上改为使用铸造机体，配备两台ZN261P-13E-1型增压器和KLQ45型中冷器，标定功率为2,700马力（2,000千瓦），装车功率为2,500马力（1,840千瓦），标定功率时的平均有效压力提高到1.6兆帕。该型柴油机亦被应用于2000年制造的东风7C型5314号～5317号机车。

#### 12V240ZJ6F
由于一些用户要求提升机车功率等级，自1998年起推出的东风7C1型、东风7C2型机车，选用了功率更大的12V240ZJ6F型柴油机。该机型在12V240ZJ6D型柴油机的基础上强化而成，配备ZN261-13D-2型增压器（部分机车使用ZN285-LSB型增压器）和KLQ45型中冷器。标定功率为2,700马力（2,000千瓦），装车功率为2,500马力（1,840千瓦），标定功率时的平均有效压力提高到1.61兆帕。该型柴油机亦被应用于2004年面世的东风7G型柴油机车。

#### 12V240ZJ6E
1999年，北京二七机车厂根据开发大功率调车机车的要求，在12V240ZJ6D型柴油机的基础上开发功率更大的机型。1999年4月，首台12V240ZJ6E型柴油机完成试制。1999年5月，开始对该柴油机进行全面的台架性能试验，试验项目主要有增压配套、负荷特性、喘振裕度校核、调速器配机、喷油提前角调整、变压缩比、凸轮轴及气缸盖配机以及单侧停油等项试验。2000年4月，该机在北京二七机车厂内的柴油机性能试验站完成了UIC 100小时性能试验。2001年12月，在大连内燃机车研究所完成了UIC 360小时耐久性试验。该机型吸收了北京二七机车厂和奥地利李斯特内燃机及测试设备公司（AVL）的技术合作成果，应用了经重新设计的凸轮轴、气缸盖、气缸套、喷油泵、喷油器等零部件，配备天津机车车辆机械厂生产的ZN250-2型增压器，以及基伊埃（芜湖）川崎机械制冷设备公司生产的KLQ45WH型中冷器。标定功率为3,200马力（2,400千瓦），装车功率为3,000马力（2,200千瓦），平均有效压力提高至1.93兆帕，标定功率时的燃油消耗量为155克/有效马力·小时（211克/有效千瓦·小时）。12V240ZJ6E型柴油机被用于从2001年起开始生产的东风7C型宽轨口岸型机车，以及于2002年面世的东风7J型柴油机车。

#### 12V240ZJ6L
2001年，北京二七机车厂开始研究在12V240ZJ6E型柴油机上采用电子控制燃油喷射系统，同年底试制出第一台12V240ZJ6L型柴油机，继而展开各种性能和参数优化试验研究，至2002年底完成了主要的台架性能试验。该机型采用了喷油泵—高压油管—喷油器形式的电控燃油喷射系统，关键零部件选用国外进口产品，例如海茵茨曼公司（Heinzmann GmbH）的电控单元和传感器、博世公司的电控喷油泵和喷油器、瑞士诺瓦公司（Nova Werke AG）的高压油管、曼牌（Mann）燃油精滤器，而其它部件均与批量生产的12V240ZJ6E型柴油机通用。电子控制燃油喷射系统通过PID控制器来调节柴油机转速，有效解决机械调速器常见的柴油机低速时转速不稳的问题，降低了最低空载稳定转速和空载油耗率，同时还能够改善柴油机的排放特性。柴油机的标定功率为3,200马力（2,400千瓦），装车功率为3,000马力（2,200千瓦） ，额定转速为每分钟1,000转，最低空载转速降为每分钟400转，平均有效压力为1.93兆帕。12V240ZJ6L型柴油机被用于2003年制造的东风7C型5667号机车上。

### 8缸机型

#### 8V240ZJ

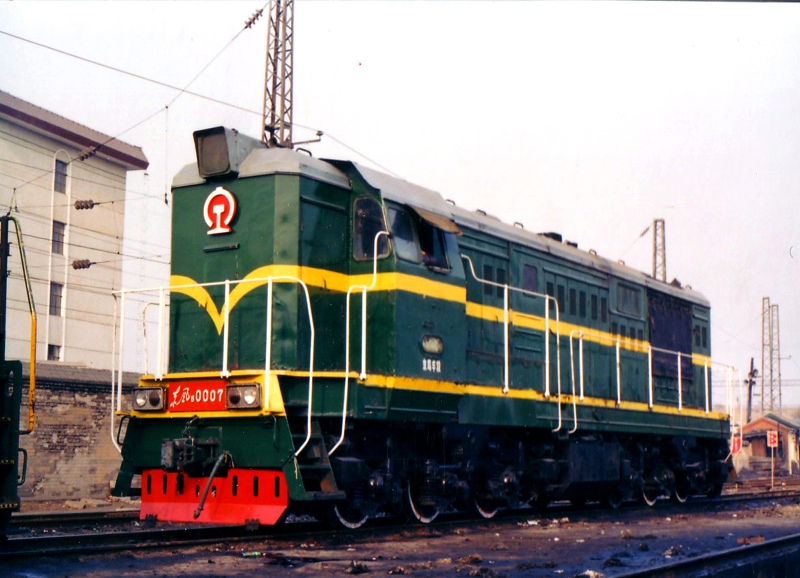
装用8V240ZJ型柴油机的第一代东风5型柴油机车

1974年，中华人民共和国交通部铁路工业局和机车车辆局根据铁路运输的实际发展需要，提出研制装用8V240ZJ型柴油机的电力传动调车柴油机车，以满足牵引定数3000吨至4000吨以下大型编组站驼峰调车作业的要求。1975年底，唐山机车车辆厂试制出第一台8V240ZJ型柴油机，并通过了各种性能试验和100小时可靠性试验，同年12月装用于第一台东风5型柴油机车。8V240ZJ型柴油机（原型号为8240Z）是在16V240ZJ型柴油机基础上发展而成的8缸机型，额定转速为每分钟1,100转，最低空载转速为每分钟500转，标定工况下的平均有效压力为1.45兆帕（每平方厘米14.8公斤），UIC标定功率为1,800马力（1,320千瓦），装车功率为1,650马力（1,210千瓦），额定满功率运转时的燃油消耗量为155克/有效马力·小时（211克/有效千瓦·小时）。机体采用由整体铸钢悬挂式主轴承座和板件组焊成的铸焊组合结构，并采用内外纵分隔的箱形结构和半隧道式的拱形曲轴箱。柴油机气缸由气缸套和冷却水套组成，活塞采用锻铝组合式内油冷活塞，气缸盖由耐热合金铸铁制成，并采用合金球墨铸铁曲轴和锻钢并列连杆。柴油机采用定压增压系统，配备一台45GP802型涡轮增压器。
8V240ZJ型柴油机的最大缺陷是震动问题。由于8V240ZJ型柴油机采用50°V形夹角，二级往复惯性力矩不平衡产生强烈的二阶振动，虽然在最初设计中已经布置了两根质量和转向相同的二级平衡轴，但平衡效果并不理想。后来又曾经尝试采用转向相反的大小平衡轴来平衡二级惯性力，却产生了更大的附加力矩和机体震动，为解决附加力矩又再加上带平衡重齿轮，不料却导致轴承不堪负荷。这些解决方案不但于事无补，反而使结构变得更加复杂。

#### 8240ZJ
由于8V240ZJ型柴油机的震动问题无法找到妥善的解决办法，由大连机车车辆厂和四方机车车辆厂改进的第二代东风5型机车，改为使用经过重新设计、气缸直立布置的8240ZJ型柴油机（或称8L240ZJ型），它是在16V240ZJB型柴油机基础上发展而成，额定转速为每分钟1,000转，最低空载转速为每分钟400转，标定工况下的平均有效压力为1.609兆帕（每平方厘米16.4公斤），UIC标定功率为1,800马力（1,320千瓦），装车功率为1,650马力（1,210千瓦），额定满功率运转时的燃油消耗量为155克/有效马力·小时（211克/有效千瓦·小时）。虽然机体总体结构有较大变化，但其大部分零部件仍然能够和16V240ZJB型柴油机通用互换。柴油机采用铸焊组合结构（大连厂）或整体铸造（四方厂）的矩形机体、球墨铸铁内油冷活塞、合金球墨铸铁曲轴（大连厂）或合金钢锻压曲轴（四方厂）、耐热合金铸铁汽缸盖、簧片式弹性联轴节（大连厂）或盖斯林格联轴节（四方厂）。8240ZJ型柴油机还吸取了16V240ZJ型柴油机历年来的改进经验，例如降低空转转速和标定转速、采用单螺旋柱塞喷油泵、由步进电机驱动的无级调速联合调节器等，使其燃油经济性有了显著提高。柴油机采用定压增压系统，配备一台由天津机车车辆机械厂生产的45GP802-1型或45GP802-3型涡轮增压器。部分在高原地区运用的东风5型机车选用大连内燃机车研究所设计的ZN300-LSDC型增压器（定压增压），使柴油机标定功率提升至2,000马力（1,470千瓦）。

#### 8240ZJC

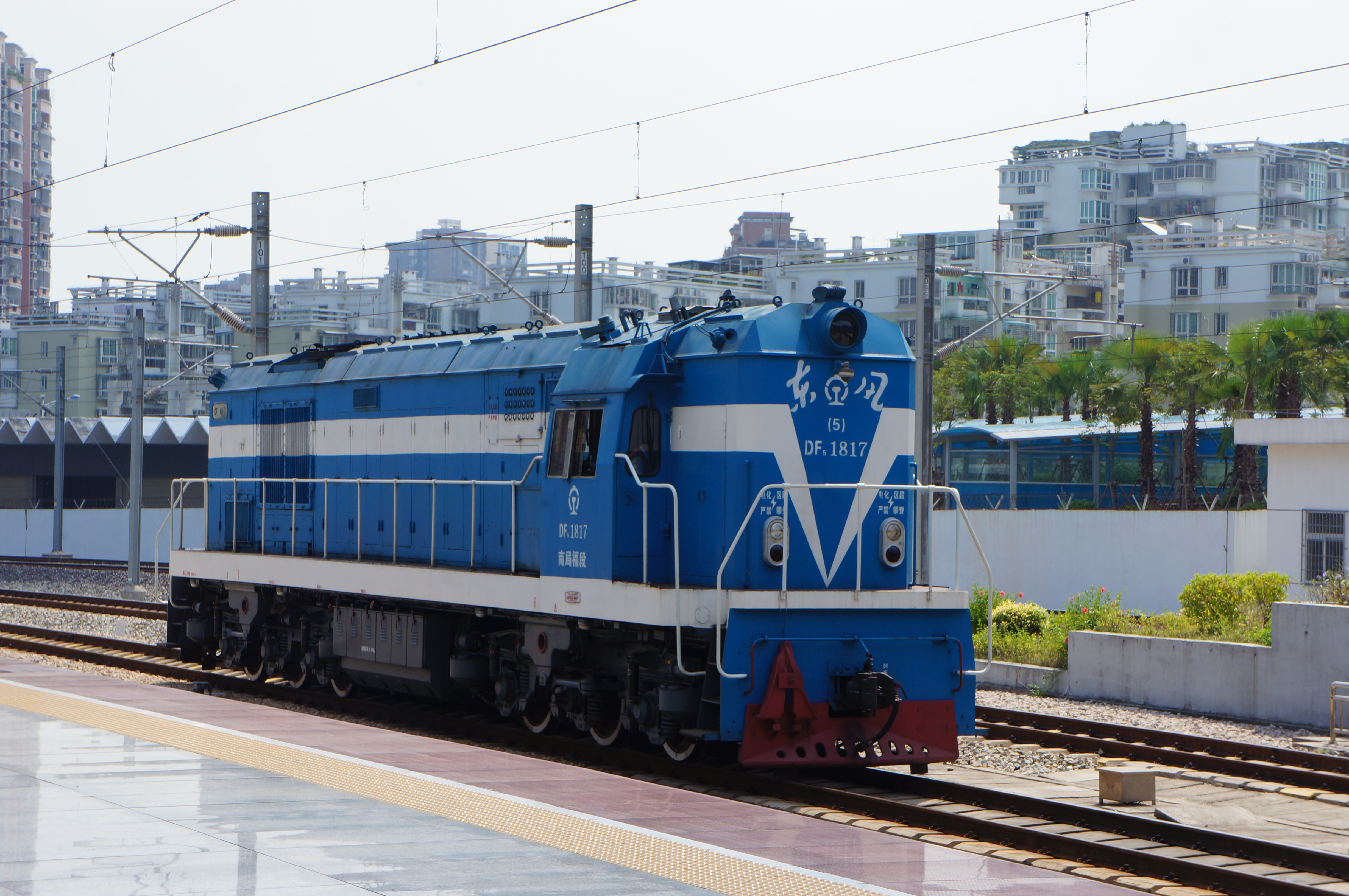
装用8240ZJC型柴油机的第二代东风5型柴油机车

自1991年起，四方机车车辆厂为了提升8240ZJ型柴油机的经济性和可靠性，对提升功率和改进部分工况油耗等方面进行了研究，于1991年4月研制出8240ZJC型柴油机，标定功率由1,800马力（1,320千瓦）提高至2,000马力（1,470千瓦），装车功率由1,650马力（1,210千瓦）提高到1,800马力（1,324千瓦），该柴油机由原来的四个中冷器改为一个，并对机体和冷却水系统进行了局部改进设计，在提升柴油机效率和功率的同时亦降低了制造成本。1993年8月31日，8240ZJC型柴油机完成全部性能试验。1994年，秦皇岛港务局向四方机车车辆厂订购首批三台装用8240ZJC型柴油机的东风5型机车。1999年起，由四方机车车辆厂生产的东风5型机车装用经过改良设计的8240ZJC型柴油机。8240ZJC型柴油机的额定转速为每分钟1,000转，最低空载转速为每分钟430转，标定工况下的平均有效压力为1.775兆帕（每平方厘米18.1公斤），额定满功率运转时的燃油消耗量为153克/有效马力·小时（208克/有效千瓦·小时）。柴油机采用球墨铸铁整体铸造的矩形机体、钢顶铝裙组合式活塞、机油震荡冷却方式、合金钢锻压曲轴、盖斯林格联轴节。柴油机采用定压增压系统，配备一台由大连内燃机车研究所研制的ZN300型增压器。柴油机采用无级调速的全制式液压联合调节器。此外，8240ZJC型柴油机亦被应用于NJ1型柴油机车。

#### 8V240ZJD
1998年3月，大连机车车辆厂与里卡多公司签订了关于共同开发新一代8V240ZJD型柴油机的技术合作合同。8V240ZJD型柴油机是在16V240ZJD型、12V240ZJD型柴油机的基础上研制的8缸机型，在总体设计结构和性能参数上与前者尽可能保持一致，以提高零部件的通用互换率。1998年8月，大连机车车辆厂与里卡多公司进行8V240ZJD型柴油机总体方案设计评审。1999年5月，完成了柴油机全套施工图纸和技术文件，并于同年6月开始试制第一台原型机。1999年10月13日，首台8V240ZJD型柴油机在大连机车车辆厂组装完毕。同年12月2日，第一台装用8V240ZJD型柴油机的东风5D型柴油机车出厂。
8V240ZJD型柴油机的额定转速为每分钟1,000转，最低空载转速为每分钟430转，标定工况下的平均有效压力为1.929兆帕（每平方厘米19.67公斤），UIC标定功率为2,200马力（1,620千瓦），装车运用功率为2,000马力（1,470千瓦），额定满功率运转时的燃油消耗量为153克/有效马力·小时（208克/有效千瓦·小时）。柴油机采用六边形横断面的整体铸造机体、球墨铸铁曲轴、钢顶铝裙组合式活塞，增压系统采用定压增压系统，增压器和中冷器安装在排气总管的输出端，配备一台ABB VTC254-13D型增压器。为了尽可能缩小柴油机尺寸、减轻机车重量，8V240ZJD型柴油机将机油滤清器和机油冷却器安装在柴油机自由端的上方，增压器出气道、中冷器进气道和油水系统部件的高度均有所缩减，排气总管外部并加装了不锈钢隔热罩。为了避免重蹈以往8V240ZJ型柴油机震动过大的覆辙，8V240ZJD型柴油机采用了由里卡多公司重新设计的平衡机构，以解决二级往复惯性力矩不平衡导致的剧烈震动。该型柴油机采用两根两倍于柴油机转速、转向相反的大小平衡轴，大小平衡轴的质量比例为二比一，分别安装在曲轴两侧，由曲轴齿轮经中间齿轮等带动两轴作反向转动。由于平衡轴安装在曲轴水平中心线附近，因而能有效减少平衡重和附加力矩。与16V240ZJD型柴油机相比，曲轴平衡铁的回转半径由285毫米增大到315毫米。

## 其他型号
- 6240ZJ
- 4240ZJ